# Terry Smith
Terry Smith (nascido Terence Edwin Smith em Geelong, Victoria, 1944) é um historiador de arte, crítico de arte e artista australiano que atualmente vive e trabalha em Pittsburgh, Nova Iorque e Sydney.
Desde 2001, Smith tem sido Andrew W. Mellon Professor de História e Teoria da Arte Contemporânea no Departamento de História da Arte e Arquitectura da Universidade de Pittsburgh . Ele também actua como membro do Conselho do Andy Warhol Museum, Pittsburgh .

## Carreira
Smith foi aluno da Melbourne High School, onde ganhou uma Exposição Geral nos exames de Matrícula de 1962. Entre 1963 e 1967, estudou na Universidade de Melbourne, onde estudou história da arte com o professor Sir Joseph Burke, Franz Philipp e Bernard Smith . Quando o Power Institute foi fundado na Universidade de Sydney, em 1968, foi mentor dos professores Bernard Smith, David Saunders e Donald Brook.
Ganhando uma bolsa Harkness em 1972, estudou no Instituto de Belas Artes de Nova Iorque, com os professores Goldwater, Rubin e Rosenblum, e na Universidade de Columbia, com o professor Meyer Schapiro . Enquanto estava em Nova Iorque, juntou-se ao grupo de artistas conceptuais Art & Language, incluindo Joseph Kosuth, Ian Burn, Mel Ramsden e Michael Corris, e permaneceu um membro ativo no anos 1972-1976.
De volta à Austrália em 1975, ensinou arte contemporânea e método histórico de arte no Departamento de Belas Artes da Universidade de Melbourne e na Escola de Arte do Preston Institute of Technology. A sua tese de mestrado em "Expressionismo abstrato americano: atitudes éticas e função moral" recebeu a Medalha da Universidade em 1976 da Universidade de Sydney .
Nomeado professor no Instituto de Belas Artes de Power em 1976, Smith permaneceu até 2001, tornando-se Professor de Arte Contemporânea e Director do Instituto de Power, Fundação de Arte e Cultura Visual a partir de 1994. Durante o seu mandato, o Instituto tornou-se um centro internacional para o estudo das culturas visuais contemporâneas. Foi membro do conselho fundador do Museu de Arte Contemporânea de Sydney e permaneceu nesse conselho até 2001.
Quando Ian Burn e Nigel Lendon voltaram para a Austrália em 1976, Smith juntou-se a eles para fundar o Media Action Group, que logo foi aumentado por outros, incluindo Ian Milliss, e se tornou a Union Media Services (Sydney), uma organização independente dirigida por artistas que prestou serviços de arte gráfica ao movimento sindical e a grupos dissidentes. Smith escreveu críticas de arte para o Weekend Australian, Nation Review, The Times no domingo, bem como vários artigos para revistas locais e internacionais, que agora ultrapassam os 100.
A dissertação de doutoramento de Smith em 1986 tornou-se Making the Modern: Industry, Art and Design in America (Universidade de Chicago Press, 1993), vencedora do inaugural Georgia O'Keeffe Museum Prize em 2009 pelo melhor livro de arte americana moderna publicado nos últimos 25 anos. O comitê de jurados do prêmio do livro escolheu o livro de Smith por causa de sua "excelência em redação e bolsa de estudos, originalidade e excelente e multifacetada exploração do surgimento e florescimento do modernismo como um fenômeno na arte e na cultura americanas".
Smith contribuiu com três capítulos para o texto clássico de Bernard Smith, Australian Painting 1788–1990 (Melbourne: Oxford University Press, 1991) e escreveu longos estudos sobre as principais obras e temas da arte australiana. Estes estão coletados nos dois volumes Transformações na arte australiana, volume 1, século XIX: paisagem, colônia e nação, volume 2, século XX: modernismo e aborígene (Craftsman House, Sydney, 2002; vencedor do Power Institute / Art Association of Australia e New Zealand Book Prize, 2003).
Smith  editou também muitos outros livros, incluindo In Visible Touch: Modernism and Masculinity (Power Publications e University of Chicago Press, 1997), First People, Second Chance: The Humanities and Aboriginal Australia (Academia Australiana de Humanidades, 1999), Impossible Presence: Surface and Screen in the Photogenic Era (Power Publications e University of Chicago Press, 2001), com Paul Patton, Jacques Derrida, Deconstruction Engaged: The Sydney Seminars (Power Publications, 2001; edição japonesa, Tóquio: Iwanami Shoten, 2005 ) e Contemporary Art + Philanthropy (University of NSW Press, 2007).
Em 1996, Smith foi eleito membro da Academia Australiana de Humanidades e membro do Comitê Internacional de História da Arte, actuando como representante australiano e vice-presidente do último 1999-2003. Foi professor visitante nas Universidades da Califórnia, San Diego, Chicago, Duke University, Pensilvânia, Queensland e atualmente é professor visitante na Faculdade de Arquitetura, Design e Planeamento da Universidade de Sydney. Smith  recebeu também uma série de bolsas de investigação de prestígio, incluindo, nos últimos anos, ser nomeado Getty Scholar no Getty Research Institute, Los Angeles 2001-2; Fondation de France Chercheur Invité, Instituto Nacional de História da Arte, Paris, 2007; e investigador senior da GlaxoSmithKlein no National Humanities Center, Research Triangle Park, Raleigh-Durham, NC.
O trabalho atual de Smith explora as relações entre a arte contemporânea e os seus cenários mais amplos, dentro de uma imagem mundial que ele acredita ser caracterizada acima de tudo pela sua contemporaneidade. As suas descobertas estão  apresentadas em uma série de livros. Estes incluem The Architecture of Aftermath (University Chicago Press, 2006); Antinomies of Art and Culture: Modernity, postmodernity and contemporaneity (editado por Nancy Condee e Okwui Enwezor e publicado pela Duke University Press, 2008); e What is Contemporary Art?  (University of Chicago Press, 2009). Smith está a trabalhar em Arte Contemporânea do Mundo: Modern Moderno até Agora (Laurence King e Pearson / Prentice-Hall, 2011).

## Prêmios
Smith foi nomeado pela College Art Association como o vencedor do prêmio Frank Jewett Mather em 2010 por distinção na crítica de arte. O anúncio diz: 
 Terry Smith é aquele raro e social historiador da arte capaz de escrever críticas ao mesmo tempo alertas às forças que contextualizam a arte e sensíveis aos elementos e qualidades inerentes às próprias obras de arte. O seu livro mais recente, What Is Contemporary Art? (Chicago: University of Chicago Press, 2009), contém uma série de ensaios inter-relacionados que incluem uma vasta gama de tópicos e questões e levam o leitor a um passeio teórico por alguns dos museus de arte mais influentes do mundo, revelando as suas missões conflitantes e estudando a crescente distinção e disputa entre arte moderna e contemporânea. 

## Publicações
- Terry Smith, "The Provincialism Problem", Artforum, setembro de 1974, pp.   54-9.
- Terry Smith, What is Contemporary Art?  Chicago: University of Chicago Press, 2009
- Terry Smith, Okwui Enwezor e Nancy Condee editores, Antinomies of Art and Culture: Modernity, Postmodernity, Contemporaneity, , Durham, NC: Duke University Press, 2008
- Terry Smith, editor, Contemporary Art + Philanthropy, Sydney: University of New South Wales Press para a Fundação Sherman, 2007
- Terry Smith, The Architecture of Aftermath, Chicago: University of Chicago Press, 2006
- Terry Smith, Transformations in Australian Art, vol. 1, The Nineteenth Century: Landscape, Colony and Nation; vol. 2. The Twentieth Century: Modernism and Aboriginality, Sydney: Craftsman House, 2002
- (Editores) Terry Smith, Paul Patton, Jacques Derrida, Deconstruction Engaged: The Sydney Seminars Sydney: Power Publications, 2001; Edição em Japonês, Tóquio: Iwanami Shoten, 2005
- Terry Smith, What is Contemporary Art? Contemporary Art, Contemporaneity and Art to Come, Sydney, Sydney, Artspace Critical Issues Series, 2001
- Terry Smith, editor, Impossible Presence: Surface and Screen in the Photogenic Era, Sydney, Power Publications, Chicago, University of Chicago Press, 2001
- Terry Smith, editor, First People, Second Chance; The Humanities and Aboriginal Australia, Canberra, Academia Australiana de Humanidades, 1999
- Terry Smith, editor, com Jennifer Allison, Katherine Gregouras, George Symons, From Vision to Sesquicentenary, The University of Sydney through its Art Collection, Sydney, Standing Committee of Convocation of the University of Sydney, 1999
- Terry Smith, editor, In Visible Touch: Modernism and Masculinity, Sydney, Power Publications, 1997, Chicago, University of Chicago Press, 1998
- Terry Smith, editor, Ideas of the University, Sydney: Instituto de Pesquisa para Ciências Humanas e Sociais e Publicações de Poder, 1996
- Terry Smith, Making the Modern: Industry, Art and Design in America, Chicago: University of Chicago Press, 1993
- Terry Smith, editor, Constructing Australian Art: Eight Critiques, Sydney: Power Institute of Fine Arts Occasional Paper No 2, May 1986
- (Editores) Terry Smith e Anthony Bradley, Australian Art and Architecture: Essays Presented to Bernard Smith, Oxford University Press, Melbourne 1980
- Terry Smith, editor, Art & Language: Australia 1975, Art & Language Press, Banbury, Nova Iorque, Sydney 1976
- Terry Smith, Ian Burn e Mel Ramsden, Draft for an Anti-Textbook, special issue, Art-Language, Vol.3, No 1 (setembro de 1974)
- Terry Smith, Ian Burn, Mel Ramsden e outros, Handbook (Art & Language Press, Nova York, e o Mezzanine, Faculdade de Arte da Nova Escócia, Halifax, NS 1973
- Terry Smith, Thinking Contemporary Curating, Independent Curators International (ICI), 2012. ISBN 9780916365868
- Terry Smith, Talking Contemporary Curating, Independent Curators International (ICI), 2015. ISBN 9780916365905
- Terry Smith, "Periphrasis: Provinces, Margins, Peripheries, Centres - Foteini Vlachou and the Decentering of Art History," Introdução a Foteini Vlachou, The disappointed writer: selected essays, Edições do Saguão, Lisboa, 2019. ISBN 9789899994461.